# علي فريدون
علي فريدون، لاعب كرة قدم إيراني و يحمل الجنسية القطرية.

## مسيرة اللاعب
كانت بداياته مع نادي السالمية الكويتي في الفئات السنية و انتقل إلى نادي الشمال القطري في عام 2011 و أعاره الشمال إلى النادي الأهلي في عام 2017 و أعاره إلى نادي السد مطلع عام 2018 و أعير إلى النادي الأهلي في صيف 2018 و أعير إلى نادي الشحانية في صيف 2019 و اعارة إلى نادي الريان في صيف 2020 و لعب بعدها مع نادي أم صلال والنادي الأهلي والعربي الكويتي ونادي صنعت نفط عبادان ونادي مسيمير.

## منتخب قطر
تم تجنيسه في عام 2017 و تم اختياره للمشاركة مع منتخب قطر في كأس الخليج .

## روابط خارجية
علي فريدون على موقع كووورة